# Volleyball-Superliga (Frauen)
Die Volleyball-Superliga der Frauen (russisch Женская суперлига Schenskaja Superliga) ist die höchste Spielklasse im russischen Volleyball. In diesem Wettbewerb wird seit der Saison 1991/92 der Meister ermittelt.

## Aktueller Modus
Die Frauen-Superliga setzt sich in der Saison 2020/21 aus 14 Mannschaften zusammen. Die Mannschaften auf den Plätzen zwei bis zehn sind für die Playoffs qualifiziert, die ersten beiden Mannschaften direkt für das Finalturnier. Das Viertelfinale wird in Hin- und Rückspiel ausgetragen. Anschließend folgt ein Finalturnier mit sechs Mannschaften in zwei Gruppen mit jeweils drei Teilnehmern. Die jeweiligen zwei Gruppenbesten spielen in Halbfinale und Finale den russischen Meister aus.

## Geschichte
Die höchste russische Frauen-Volleyballliga entstand 1991 aus der sowjetischen Volleyball-Meisterschaft der Frauen. Nahmen in der ersten Spielzeit unter dem Namen Wysschaja Liga (Oberste Liga) noch Mannschaften aus der gesamten Gemeinschaft Unabhängiger Staaten und Jugoslawien teil, durften ab 1992 nur noch Mannschaften aus Russland teilnehmen. Seit 1995 heißt die höchste Spielklasse Superliga (Суперлига).
| Jahre     | Höchste Spielklasse | 2. Spielklasse   | 3. Spielklasse   | 4. Spielklasse | 5. Spielklasse |
| --------- | ------------------- | ---------------- | ---------------- | -------------- | -------------- |
| 1991–1992 | Wysschaja Liga      | Perwaja Liga     | –                | –              | –              |
| 1992–1995 | Wysschaja Liga A    | Wysschaja Liga B | Perwaja Liga     | Wtoraja Liga   | –              |
| 1995–1996 | Superliga           | Wysschaja Liga A | Wysschaja Liga B | Perwaja Liga   | Wtoraja Liga   |
| 1996–2001 | Superliga           | Wysschaja Liga   | Perwaja Liga     | Wtoraja Liga   | –              |
| 2001–2011 | Superliga           | Wysschaja Liga A | Wysschaja Liga B | Perwaja Liga   | –              |
| seit 2011 | Superliga           | Wysschaja Liga A | Wysschaja Liga B | –              | –              |

## Teilnehmer 2020/21
Die folgenden Teams nahmen an der Saison 2020/21 teil:
| Team                         | Standort         | Spielstätte                  | Kapazität |
| ---------------------------- | ---------------- | ---------------------------- | --------- |
| VK Dynamo Kasan              | Kasan            | Kasan Volleyball Center      | 5000      |
| VK Dynamo Krasnodar          | Krasnodar        | Olympus Arena                | 3000      |
| VK Dynamo Moskau             | Moskau           | Dynamo Volleyball Arena      | 3500      |
| Dynamo-Metar                 | Tscheljabinsk    | Metar-Sport                  | 2500      |
| Leningradka Sankt Petersburg | Sankt Petersburg | Platonow Volleyball Akademie | 1500      |
| Lokomotive Kaliningrad       | Kaliningrad      | Sportpalast Jantar           | 7000      |
| VK Proton                    | Balakowo         | FOK Swjosdny                 | 2500      |
| VK Uralotschka-NTMK          | Jekaterinburg    | Sportpalast Jekaterinburg    | 5000      |
| VK Mintschanka Minsk         | Minsk, Belarus   | Sportpalast Urutschje        | 3000      |
| VK Jenissei Krasnojarsk      | Krasnojarsk      | Sportpalast Iwan Jarygin     | 3300      |
| VK Saretschje Odinzowo       | Odinzowo         | Volleyball-Sportkomplex      | 2200      |
| VK Sparta Nischni Nowgorod   | Nischni Nowgorod | Sportpalast Sewernaja Swesda | 800       |
| VK Indesit Lipezk            | Lipezk           | Sportschule Lipezk           |           |
| VK Tuliza Tula               | Tula             | Zentralstadion Arsenal       |           |

## Meistertafel
| Saison  | Meister                        | Vizemeister                     | Platz 3                        |
| ------- | ------------------------------ | ------------------------------- | ------------------------------ |
| 1991/92 | Uralotschka Jekaterinburg      | HAOK Mladost Zagreb             | ZSKA Moskau                    |
| 1992/93 | Uralotschka Jekaterinburg      | Junesis Jekaterinburg           | ZSKA Moskau                    |
| 1993/94 | Uralotschka Jekaterinburg      | ZSKA Moskau                     | Uralotschka Jekaterinburg II   |
| 1994/95 | Uralotschka Jekaterinburg      | ZSKA Moskau                     | Uralotschka Jekaterinburg II   |
| 1995/96 | Uralotschka Jekaterinburg      | ZSKA Moskau                     | Uraltransbank Jekaterinburg    |
| 1996/97 | Uralotschka Jekaterinburg      | ZSKA Moskau                     | Uraltransbank Jekaterinburg    |
| 1997/98 | Uralotschka Jekaterinburg      | Uraltransbank Jekaterinburg     | ZSKA Moskau                    |
| 1998/99 | Uralotschka Jekaterinburg      | Uraltransbank Jekaterinburg     | Fakel Nowy Urengoi             |
| 1999/00 | Uralotschka Jekaterinburg      | Uraltransbank Jekaterinburg     | ZSKA Moskau                    |
| 2000/01 | Uralotschka Jekaterinburg      | Uniwersitet Belgorod            | Uraltransbank Jekaterinburg    |
| 2001/02 | Uralotschka NTMK Jekaterinburg | Aeroflot-Malachit Jekaterinburg | Uniwersitet Belgorod           |
| 2002/03 | Uralotschka NTMK Jekaterinburg | Uniwersitet Belgorod            | Balakowskaja AES Balakowo      |
| 2003/04 | Uralotschka NTMK Jekaterinburg | Dynamo Moskowskaja              | Balakowskaja AES Balakowo      |
| 2004/05 | Uralotschka NTMK Jekaterinburg | Dynamo Moskau                   | Balakowskaja AES Balakowo      |
| 2005/06 | Dynamo Moskau                  | Saretschje Odinzowo             | Dynamo Moskowskaja             |
| 2006/07 | Dynamo Moskau                  | ZSKA Moskau                     | Samorodok Chabarowsk           |
| 2007/08 | Saretschje Odinzowo            | Dynamo Moskau                   | Uralotschka NTMK Jekaterinburg |
| 2008/09 | Dynamo Moskau                  | Saretschje Odinzowo             | Uralotschka NTMK Jekaterinburg |
| 2009/10 | Saretschje Odinzowo            | Dynamo Moskau                   | VK Dynamo Krasnodar            |
| 2010/11 | Dynamo Kasan                   | Dynamo Moskau                   | VK Dynamo Krasnodar            |
| 2011/12 | Dynamo Kasan                   | Dynamo Moskau                   | Uralotschka NTMK Jekaterinburg |
| 2012/13 | Dynamo Kasan                   | Dynamo Moskau                   | Omitschka Omsk                 |
| 2013/14 | Dynamo Kasan                   | Dynamo Moskau                   | Omitschka Omsk                 |
| 2014/15 | Dynamo Kasan                   | Dynamo Moskau                   | Uralotschka NTMK Jekaterinburg |
| 2015/16 | Dynamo Moskau                  | Uralotschka NTMK Jekaterinburg  | Dynamo Krasnodar               |
| 2016/17 | Dynamo Moskau                  | Dynamo Kasan                    | VK Jenissei Krasnojarsk        |
| 2017/18 | Dynamo Moskau                  | Dynamo Kasan                    | Uralotschka NTMK Jekaterinburg |
| 2018/19 | Dynamo Moskau                  | Lokomotive Kaliningrad          | Uralotschka NTMK Jekaterinburg |
| 2019/20 | Dynamo Kasan                   | Lokomotive Kaliningrad          | Uralotschka NTMK Jekaterinburg |
| 2020/21 | Lokomotive Kaliningrad         | Dynamo Moskau                   | Dynamo Kasan                   |

Quelle: the-sports.org